# Melanie Burke
Melanie Burke es una deportista neozelandesa que compitió en duatlón. Ganó una medalla de oro en el Campeonato Mundial de Duatlón de Larga Distancia de 2011.

## Palmarés internacional
| Campeonato Mundial | Campeonato Mundial | Campeonato Mundial | Campeonato Mundial |
| Año                | Lugar              | Medalla            | Prueba             |
| ------------------ | ------------------ | ------------------ | ------------------ |
| 2011               | Zofingen ( Suiza)  | Medalla de oro     | Individual         |